# GJ 1221
GJ 1221 (LHS 455 / WD 1748+708) es una enana blanca que se encuentra a 20 años luz de distancia del sistema solar. Situada en la constelación de Draco, tiene magnitud aparente +14,15.
Las estrellas más cercanas a GJ 1221 son Alsafi (σ Draconis), a 3,2 años luz, LHS 3376, a 4,3 años luz y Gliese 687, a 5,3 años luz de distancia.
A diferencia del resto de las estrellas, las enanas blancas como GJ 1221 no generan energía por fusión nuclear, sino que radian al exterior el exceso de calor a un ritmo constante. GJ 1221 es un remanente estelar catalogado con tipo espectral DAp o DXP9 —la «X» indicando un espectro peculiar—.
Es una enana blanca solitaria que no forma parte de un sistema estelar y, después de la estrella de Van Maanen y Gliese 440, es la enana blanca de estas características más próxima a nosotros.
La temperatura efectiva de GJ 1221 es de 5590 ± 90 K y su luminosidad equivale a 8,5 cienmilésimas de la luminosidad solar.
Se estima que su masa actual equivale al 81% de la masa solar y que tiene una edad aproximada —como enana blanca— de 5860 millones de años.